# Pseudofobia
Uma pseudofobia é uma suposta aversão ou medo irracional cuja existência ainda não foi comprovada. Exemplos de pseudofobias incluem fobia da escola e ansiedade de separação. O termo também tem sido aplicado a pais e mães pela primeira vez que têm um medo exorbitante de magoar os seus próprios filhos devido a uma percepção exagerada da sua fragilidade. John Bowlby descreveu a agorafobia como uma pseudofobia. Essas características podem na realidade abranger uma reação à falta de um refúgio seguro ou outros processos patológicos subjacentes. A sua origem normalmente deriva de alguma memória temida.